# 太陽族 (バンド)
太陽族（たいようぞく）は日本のパンク・ロックバンドである。

## 来歴
1996年、当時高校生2年生だった花男を中心に、北海道札幌市にて結成。「太陽みたいなあたたかい音楽を鳴らしたい。」という想いからバンド名をつける。1998年に上京。2000年に1stフルアルバム「太陽族」をリリース。
2001年に花男（ボーカル）、そら坊（ギター）、つよし（ベース）、あり（ドラム）の編成となり、翌2002年、元THE BLUE HEARTSの梶原徹也、アナーキーの逸見泰成のプロデュースによる1stミニアルバム「男の子」をリリース。
2003年、ワーナーミュージック・ジャパンよりメジャーデビュー。同年発売のフルアルバム「手をつなごう」がオリコンチャート10位のヒットとなり、日比谷野外音楽堂でもライブを行った。
2008年にメジャーでの契約を終了。つよしとありが脱退する。花男、そら坊は活動継続を決断し、自主インディーズレーベル「BANANA MOON RECORDS」を設立。同年、アコースティックアルバム 「ふたり」を発売。翌2009年、まる（ベース）、りょう（ドラム）加入。
2014年、福島県南相馬市にて行われる「騎馬武者ロックフェス」の立ち上げに参画。募金による打ち上げ花火「みんなの花火」を打ち上げ、その後も募金活動を続ける。
2016年1月、活動休止を発表。2月23日、ラストライブ「太陽族20周年ワンマンライブ 『ありがとう!』」をもって活動休止。
2017年、花男が自主レーベル「宮田モータース」を立ち上げ、小樽市を拠点に活動している。

## メンバー
- 花男（1979年6月3日 - ）ボーカル

本名・宮田雅斗。北海道札幌市出身。
現在も花男として北海道小樽市に住みながら
宮田モータースという自主レーベルを作り活動中。
- そら坊（1980年2月27日 - ）ギター（2001年4月加入）

北海道札幌市出身。「僕らは…」「誇り」などの作曲も担当。
- まる（1979年7月31日 - ）ベース（2009年1月加入）

北海道札幌市出身。
- りょう（1979年6月17日 - ）ドラム（2009年1月加入）

北海道札幌市出身。

### 元メンバー
- つよし（1978年10月20日 - ）ベース（2000年11月加入、2008年6月まで在籍)

北海道旭川市出身。「花火」「パーティー」などの作曲も担当。
- あり（1978年2月8日 - ）ドラム（2000年12月加入、2008年6月まで在籍）

山口県出身。「真夜中のスーパーヒーロー」では作曲も担当。
- コロ助 ギター（2000年在籍）
- そめっち ドラム（2000年在籍）
- 風太（1975年11月11日 - ）ギター（1996年加入、2000年まで在籍）
- ミリオ（1977年9月28日 - ）ベース（1999年加入、2000年まで在籍）
- sun助（1975年5月3日 - ）ドラム（1998年加入、2000年まで在籍）
- じとう ベース (1999年在籍)
- ビリー石川 ベース（1998年在籍）
- あつし（1979年11月14日 - ）ドラム （1996年加入、1998年まで在籍）

## ディスコグラフィー

### シングル
| 枚   | リリース日     | タイトル                 | 最高順位           | 曲目 |
| ---- | -------------- | ------------------------ | ------------------ | --- |
| 1st  | 2003年3月13日  | 僕らは…                  | 14位               | 1.僕らは… 2.よきもわるきも 3.戦友(2002年12月11日 渋谷ON AIR WEST LIVE)                                             |
| 2nd  | 2003年10月16日 | ホタルの恋の歌           | 13位               | 1.ホタルの恋の歌 2.バリアフリー 3.キミだけには（6.21 日比谷野外大音楽堂ライヴ）                                    |
| 3rd  | 2004年4月7日   | ロミオとジュリエット     | 16位               | 1.ロミオとジュリエット 2.君のまま 3.雨の音                                                                         |
| 4th  | 2005年2月23日  | 旅立ち                   | 45位               | 1.旅立ち 2.チャイム 3.誇り（弾き語り）                                                                             |
| 5th  | 2005年6月29日  | 向日葵                   | 78位               | 1.向日葵 2.八月のスケッチ 3.ターゲットマーク（埼玉県川越市サンロード商店街弾き語り録音★2005年3月23日20時30分開始） |
| 6th  | 2006年4月5日   | きみのせなか             | 54位               | 1.きみのせなか 2.月に恋した魚のダンス 3.旅立ち (2005年12月9日太陽ツアー★渋谷O-EASTライブ音源)                      |
| 7th  | 2006年8月9日   | 夕焼けサイレン           | 121位              | 1.夕焼けサイレン 2.プラネタリウム 3.シャボン玉                                                                     |
| 8th  | 2007年4月25日  | 声                       | 134位              | 1.声 2.星になれたら                                                                                                |
| 9th  | 2008年1月23日  | 素晴らしい人生じゃないか | 114位              | 1.素晴らしい人生じゃないか 2.いいにおい行進曲 3.夢を見に行こう 4.星になれたら                                      |
| 10th | 2010年5月5日   | YOU                      | 通販&会場限定      | 1.YOU 2.name 3.おじいちゃんになったとき                                                                            |
| 11th | 2014年9月20日  | ヒバリ                   | タワーレコード限定 | 1.ヒバリ 2.裸電球 3.カントリーロード 4.雪なげブルース                                                              |
| 12th | 2015年5月5日   | five                     | 通販&会場限定      | 1.five 2.夜行列車 3.白いさよなら 4.やきとり屋にいこう                                                              |

### ミニアルバム
| 枚  | リリース日    | タイトル                     | 最高順位      | 曲目 |
| --- | ------------- | ---------------------------- | ------------- | --- |
| 1st | 2002年1月25日 | 男の子                       | -             | 1.クソガキの唄 2.良い子になります明日から 3.戦友 4.HEBO 5.ピクニック 6.お月さん                                                                     |
| 2nd | 2002年8月22日 | 花火                         | 34位          | 1.どこまでも 2.誇り 3.涙の前に 4.オリオン座流星群 5.ノープロブレム 6.花火                                                                           |
| 3rd | 2004年11月3日 | チョコレートナイトパーティー | 28位          | 1.子守唄のファンファーレ 2.チョコレートナイトパーティー 3.いっしょにいたい 4.真夜中のスーパーヒーロー 5.メリークリスマス 6.星明り 7.銀列車 8.友達よ |
| 4th | 2014年5月5日  | 34                           | 通販&会場限定 | 1.KANATA 2.ハッピーエンドじゃなくていい 3.裸電球 4.あきらめた夢の向こう 5.バスよとまるな                                                            |

### アルバム
| 枚   | リリース日                        | タイトル         | 最高順位 | 備考・タイアップ |
| ---- | --------------------------------- | ---------------- | -------- | --- |
| 1st  | 2000年10月30日                    | 太陽族           | -        | 1.オレ達太陽族 2.はなたれ小僧 3.バイバイ 4.涙の前に 5.ショートケーキ 6.海のおもひで 7.どこまでも 8.現在進後計 9.くも 10.太陽族のテーマ 11.ゴーイングマイウェイ 12.おもちゃ箱（ボーナストラックとして「夢」） 13.くも（フライングミックス）                                |
| 2nd  | 2003年4月24日 2005年7月27日(再発) | 手をつなごう     | 10位     | 1.青い空 白い雲 2.僕らは… 3.手をつなごう 4.泣き虫な僕 5.キミだけには 6.よきもわるきも(アルバムバージョン) 7.HAPPY BIRTHDAY 8.GOOD DREAM 9.サヨナラ最悪な日 10.パーティー 11.～ボーナストラック～どこまでも(2002年12月11日 渋谷ON AIR WEST LIVE)                           |
| 3rd  | 2004年5月12日                     | ジェリービーン   | 9位      | 1.ロミオとジュリエット（アルバムバージョン） 2.きこえるよ 3.ジェリービーン 4.スキ 5.もう少しだけ 6.ホタルの恋の歌（アルバムバージョン） 7.パレード 8.もし今夜が雨ならば 9.旅日記 10.最後の最後で 11.帰り道 12.パニックワールド 13.ボーナストラック:「太陽族がやってきた」 |
| 4th  | 2005年7月27日                     | 太陽             | 60位     | 1.PIECE&PEACE 2.向日葵 3.僕はキーホルダー 4.ネバーギブアップ 5.野良猫ラブレター 6.RISK CUT 7.ベイビー 8.ブリキの兵隊 9.泣きたいときは泣けばいい 10.サクラサク 11.戦友 12.友達よ 13.旅立ち 14.夢                                                                           |
| 5th  | 2006年9月6日                      | メリーゴーランド | 88位     | 1.未来 2.夕焼けサイレン 3.THE LAST MATCH OF MUSIC!!!!! 4.ビューティフルソング 5.こんな夜空なら 6.オーオー 7.きみのせなか 8.夢の物語 9.カレンダー 10.うそつきサーカス 11.君を助けにいきたくて 12.メロディー 13.水色ソーダゼリー                                            |
| 6th  | 2008年2月20日                     | 少年             | 129位    | 1.あおぞら 2.素晴らしい人生じゃないか 3.ライブハウスに行こーぜー 4.キャンディー 5.戦争は終わったよ 6.ひとつだけ 7.月明り 8.初恋 9.ホントは明日、転校するんだよ。 10.声 11.東京 12.最初の夜                                                                                |
| 7th  | 2008年12月10日                    | ふたり           | 260位    | 1.誇り 2.GOOD DREAM 3.ホタルの恋の歌 4.星と虹 5.青い空白い雲 6.キミだけには 7.君を助けにいきたくて 8.おもちゃ箱 9.初恋 10.戦友 11.手をつなごう 12.ふたり |
| 8th  | 2009年10月7日                     | The Sun's Song   | 195位    | 1.YOU 2.バカ 3.ナイスチューミーチュー 4.HAPPY TIME 5.シスコライス 6.スマイル 7.LOVE 8.The Sun's Song 9.花 10しあわせな気分 |
| 9th  | 2009年10月7日                     | 222              | -        | 1.しあわせな気分 2.ノープロブレム 3.手をつなごう 4.素晴らしい人生じゃないか 5.ライブハウスに行こーぜー 6.キャンディー 7.-MC- 8.GOOD DREAM 9.ナイスチューミーチュー 10.青い空白い雲 11.声 12.あおぞら 13.ホタルの恋の歌 14.キミだけには 15.誇り 16.戦友 17.どこまでも-En-  |
| 10th | 2010年11月10日                    | 3150             | -        | 1.3150 2.family 3.name 4.すきだ 5.doromizu 6.素敵な片想い 7.夢の中 8.四季の歌 9.となり 10.ムチューーーーーセン |

### DVD
1. 飛ばそう紙飛行機を～太陽族ワンマンツアー'03『手をつなごう』前半戦ファイナル6.21 日比谷野外大音楽堂～（2003年6月21日）
オープニング／青い空 白い雲／僕らは…／ノープロブレム／GOOD DREAM／泣き虫な僕／パーティ／オリオン座流星群／手をつなごう／戦友／誇り／どこまでも／エンディング
2. はなたれNight!（2008年8月6日)
3. NICE TO MEET YOU!～太陽族がやってきた★ツアー2009ファイナル×5月5日は太陽族の日～
オープニング／太陽族がやってきた!!!!!／ノープログレム／ナイスチューミーチュー／ロミオとジュリエット／青い空 白い雲／旅立ち／声／あおぞら／子守唄のファンファーレ→チョコレートナイトパーティー／戦友／誇り／手をつなごう／エンディング

### 参加作品
1. A.I COMPANY 〜Tribute to NEW ROTE'KA〜
  - 14.太陽族 収録
2. ユメザムライの詩集
  - 5.夢のマーチ 収録
3. 高見沢俊彦「Kaleidoscope」
  - 10.若者たち（コーラス）参加
4. THE 青春PUNK/ROCK　
  - 「誇り」収録
5. PUNK ROCK CAMP!!
  - 「はなたれ小僧」「クソガキの唄」収録
6. 今日 MUSIC MORE LIFE
  - 「今日 MUSIC MORE LIFE」収録
7. ROCK AND ROLL BROTHERS
  - 「brother」収録

## タイアップ
- 「僕らは…」…映画「ガキンチョ★ROCK」オープニングテーマ、2003年 帝塚山大学CMソング
- 「戦友」…映画「river」エンディングテーマ
- 「ホタルの恋の歌」…マルちゃん「赤いきつねと緑のたぬき」CMソング
- 「旅日記」…2004年 帝塚山大学CMソング
- 「真夜中のスーパーヒーロー」…新潟米CMソング
- 「旅立ち」…TBS系「スーパーサッカーPLUS」テーマソング（2005年1月～3月） 朝日放送「にこいち 〜スーパースター友情列伝〜」エンディング・テーマ
- 「野良猫ラブレター」…2005年 帝塚山大学CMソング
- 「夢」…東京都「青少年リスタートプレイス」CMソング
- 「きみのせなか」…HTB 高校野球エンディング・テーマ、2006年 帝塚山大学CMソング
- 「夕焼けサイレン」…HTB 高校野球エンディング・テーマ
- 「YOU」…映画「くそガキの告白」エンディング・テーマ
- 「ちいさなあした」…短編映画「庭先の花が、」エンディング・テーマ
- 「page」…福島テレビ「福歌丸」エンディング・テーマ

## 出演
- イキナリ!（TBCラジオ）
- MOZAIKU NIGHT〜No.1 Music Factory〜（bayfm）

以下は花男としての出演
- KITARHYTHM（AIR-G'）
- &.LOVE（AIR-G'）「小樽さんぽ」リポーター
- 花男の湯（FMおたる）